# Sunburst and Snowblind
Sunburst and Snowblind è un EP del gruppo musicale britannico di rock alternativo Cocteau Twins, pubblicato dall'etichetta 4AD nel novembre 1983.

## Tracce
1. Sugar Hiccup (Extended Version) – 3:41
2. From the Flagstones – 3:39
3. Hitherto – 3:56
4. Because of Whirl-Jack – 3:29

## Gruppo
- Elizabeth Fraser - voce
- Robin Guthrie - strumenti vari